# Georges Nouelle
Georges Nouelle est un homme politique français, né le 30 août 1887 à Mansac (Corrèze) et mort le 7 octobre 1966 à Chalon-sur-Saône (Saône-et-Loire). Il était professeur de science à l'École professionnelle de Chalon sur Saône, membre de l'office supérieur des inventions et découvertes scientifiques et membre du Conseil Supérieur de la pêche et de la pisciculture fluviale.

## Biographie
Membre de la Section française de l'Internationale ouvrière, il est très proche de Paul Faure, son secrétaire général, également implanté politiquement en Saône-et-Loire. Il devient député du département en 1924 et conserve son siège jusqu'à la fin de la Troisième République.
En 1926, il devient également maire de Chalon-sur-Saône. Ayant voté en faveur de la remise des pleins pouvoirs au Maréchal Pétain le 10 juillet 1940, il peut conserver sa mairie sous l'occupation, ce qui lui vaut d'en être révoqué à la Libération ; il laisse alors sa place à un autre proche de Paul Faure, Julien Satonnet, avant de reprendre ses fonctions de maire en 1952 une fois redevenu éligible. Il conservera ce poste jusqu'en 1965.
Demeuré partisan de Paul Faure, Georges Nouelle est exclu de la SFIO en 1945. Il participe alors à la création du Parti socialiste démocratique et du Rassemblement des gauches républicaines, coalition centriste influente sous la Quatrième République.
En tant que maire de Chalon-sur-Saône, il fut à l'origine avec le docteur Durand, président de la Société d'histoire naturelle et de mycologie de Chalon, de la création en 1953 du jardin géobotannique de Chalon (actuel parc Georges Nouelle), jardin d'un hectare environ recréant plusieurs milieux avec leurs plantes respectives (s'y trouvent des enclos à animaux et une grande serre à volatiles).

## Sources
- « Georges Nouelle », dans le Dictionnaire des parlementaires français (1889-1940), sous la direction de Jean Jolly, PUF, 1960 [détail de l’édition]